# Heinrich Küper
Pour les articles homonymes, voir Kuper.
Heinrich Küper ou Henry Kuper, né à Hambourg en 1888 et mort à Owahara en 1970, est un aventurier allemand.

## Biographie
Küper vit de 1912 à sa mort dans le village de Gupuna sur Owaraha dans la province de Makira-Ulawa. Ancien officier de la Kaiserliche Marine, il déserte avant la Première Guerre mondiale. Arrêté par les autorités britanniques, il est emmené à Tulagi puis est relâché après avoir promis qu'il ne coopérerait pas avec l'ennemi.
Küper se marie à une autochtone respectée et influente, Kafagamurirongo et est le seul Aefaka (Blanc) à atteindre le statut d'Arafa (personne élevée) au sein d'une communauté mélanésienne. Son premier enfant naît en 1917. Heinrich et Kafagamurirongo (Augusta Kuper) auront quatre enfants, trois garçons et une fille.
Au cours de sa vie à Owaraha, Heinrich Küper rencontre l'ethnographe Hugo Bernatzik, qui écrit alors un article sur lui. Selon Bernatzik, Küper s'est totalement adapté à la culture insulaire locale, qu'il respecte et admire. Selon Küper, les coutumes des habitants des îles Salomon sont pleines d'une sagesse ancienne, insondable pour le visiteur européen et en harmonie avec leur environnement (im Einklang). Par conséquent, Küper se méfie de l'influence européenne dans son ensemble, mettant en garde les habitants d'Owaraha contre certains missionnaires qu'il accuse d'avoir détruit les structures de l'autorité ancestrale et de provoquer une rupture morale, ainsi que contre tous les commerçants chinois d'outre-mer car, d'après lui, les possessions matérielles traditionnelles dans le contexte insulaire favoriseraient la cupidité et provoqueraient des conflits.
Malgré tout, Küper perpétue la tradition du réveillon de Noël, conformément à la tradition allemande. Ses célébrations de Noël comprennent un dîner de Noël spécial auquel assistent tous les habitants de l'île, avec des cadeaux pour chaque invité. Le lieu de rencontre est décoré en fonction de l'occasion et comprend également un arbre de Noël allumé aux chandelles que Küper a fabriqué lui-même à l'aide de feuilles et de branches d'arbres locaux.
À la fin des années 1940, Küper s’oppose au mouvement de libération Maasina Ruru (en) et en dénonce les membres aux autorités britanniques qui les arrêtent rapidement.
Küper avait introduit les vaches à Owaraha et avait fini par posséder des plantations de noix de coco. Riche, en sus de la richesse de sa femme, il ouvrit l'île à l'économie de marché et au christianisme. Ainsi il contribua finalement à l'acculturation dominante plutôt qu'à son objectif déclaré qui était de préserver la culture traditionnelle.

## Publications
- A Solomon Islands Historical Drama: Mako-mako, Ai-Matauwa and Ai-Fono-Fono, Journal of the Polynesian Society, vol. 131, 1924, p. 162-165
- Tapitapi, or, The Tattooing of Females on Santa Ana and Santa Catalina, Solomon Group, Journal of the Polynesian Society, vol. 35, 1926, p. 1-5.